# Галілео Галілей
Галіле́о (Ґаліле́о) ді Вінче́нцо Бонаю́ті де Галіле́й (Ґаліле́й) (італ. Galileo di Vincenzo Bonaiuti de 'Galilei; 15 лютого 1564, Піза — 8 січня 1642, Арчетрі) — італійський астроном, математик, фізик, поет, літературний критик і мислитель епохи Відродження.
Галілей вважається батьком спостережної астрономії, оскільки він був одним із найперших, хто використав телескоп для спостереження небесних тіл, і зробив низку видатних астрономічних відкриттів. Серед них — підтвердження існування фаз Венери, спостереження чотирьох найбільших супутників Юпітера, кілець Сатурна й аналіз місячних кратерів і сонячних плям. Він також значно вдосконалив конструкцію телескопа і за допомогою телескопічних спостережень довів правильність геліоцентричної теорії будови сонячної системи, що призвело до серйозного конфлікту з католицькою церквою.
Галілея також вважають засновником експериментально-теоретичного природознавства, наукового методу, сучасної науки й експериментальної фізики, оскільки своїми експериментами він переконливо спростував «Метафізику» Арістотеля і заклав фундамент класичної механіки. Є автором низки винаходів, зокрема термоскопу і військового компасу. Досліджував траєкторію руху снарядів, коливання маятника (що потім лягло в основу маятникового годинника) і властивості гідростатичних терезів. Серед відкриттів та експериментів відомими є його досліди з вільним падінням гарматного ядра і мушкетної кулі, а також виявлення ключових аспектів принципу відносності.

## Ранні роки і сім'я
Галілей народився у 1564 році в італійському місті Піза, яке тоді входило до складу Флорентійського герцогства, неподалік від Флоренції, у сім'ї родовитого, але збіднілого дворянина Вінченцо Галілея, відомого композитора, теоретика музики і лютніста. Представники роду Галілея згадуються в документах з XIV століття. Кілька його прямих предків були пріорами (членами панівної ради) Флорентійської республіки, а прапрадід Галілея (теж на ім'я Галілео) був відомим лікарем, якого 1445 року було обрано головою республіки.
У сім'ї батьків Галілео — Вінченцо Галілея і Джулії Амманнаті — було шестеро дітей, однак вижити пощастило чотирьом: старшому сину Галілео, дочкам Вірджинії та Лівії і молодшому синові Мікеланджело, який теж здобув популярність як композитор-лютніст. 1572 року Вінченцо перебрався до Флоренції, столиці Тосканського герцогства. Династія Медічі, яка правила в цьому регіоні, відзначалася вагомим інтересом до фінансування і підтримки мистецтва і науки.
Про дитинство Галілея відомо небагато. Із ранніх років хлопчика вабило мистецтво. Через усе життя він проніс любов до музики і малювання, якими володів досконало. У його дорослі роки найкращі художники Флоренції — зокрема, Чіголі, Бронзіно — радилися з ним щодо перспективи й композиції. Чіголі навіть стверджував, що саме Галілею він зобов'язаний своєю славою. За творами Галілея можна зробити висновок про наявність у нього ще й літературного таланту. Початкову освіту Галілей здобув у монастирі Валломброза. Хлопчик дуже добре навчався і був одним із найкращих учнів у класі.

## Наукова кар'єра

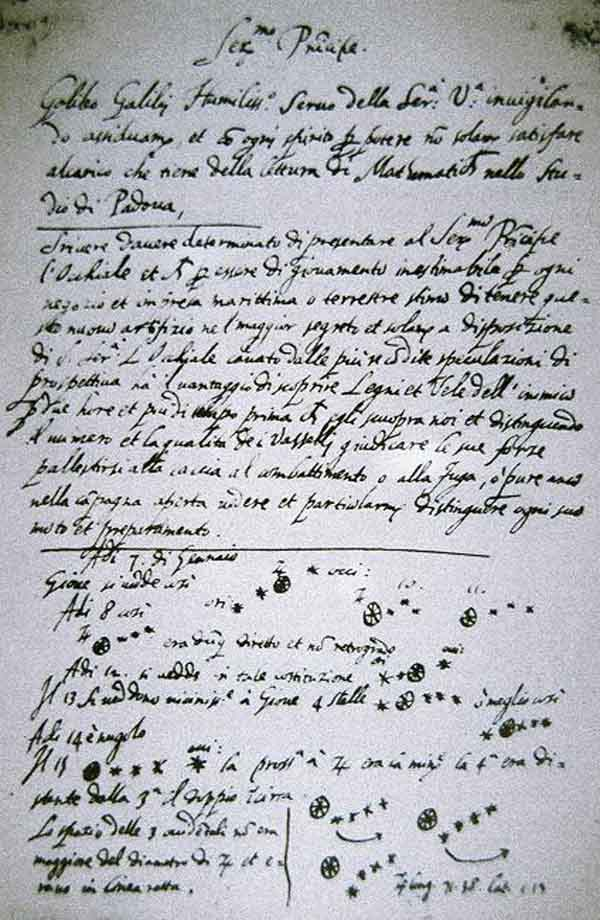
До 2022 вважалося, що саме на цій сторінці Галілео вперше записав спостереження природних супутників Юпітера (таке спостереження змінювало б усталену думку про те, що всі небесні тіла мають обертатися навколо Землі) — утім, цей документ виявився підробкою. Повний опис своїх спостережень Галілео опублікував у Sidereus Nuncius.

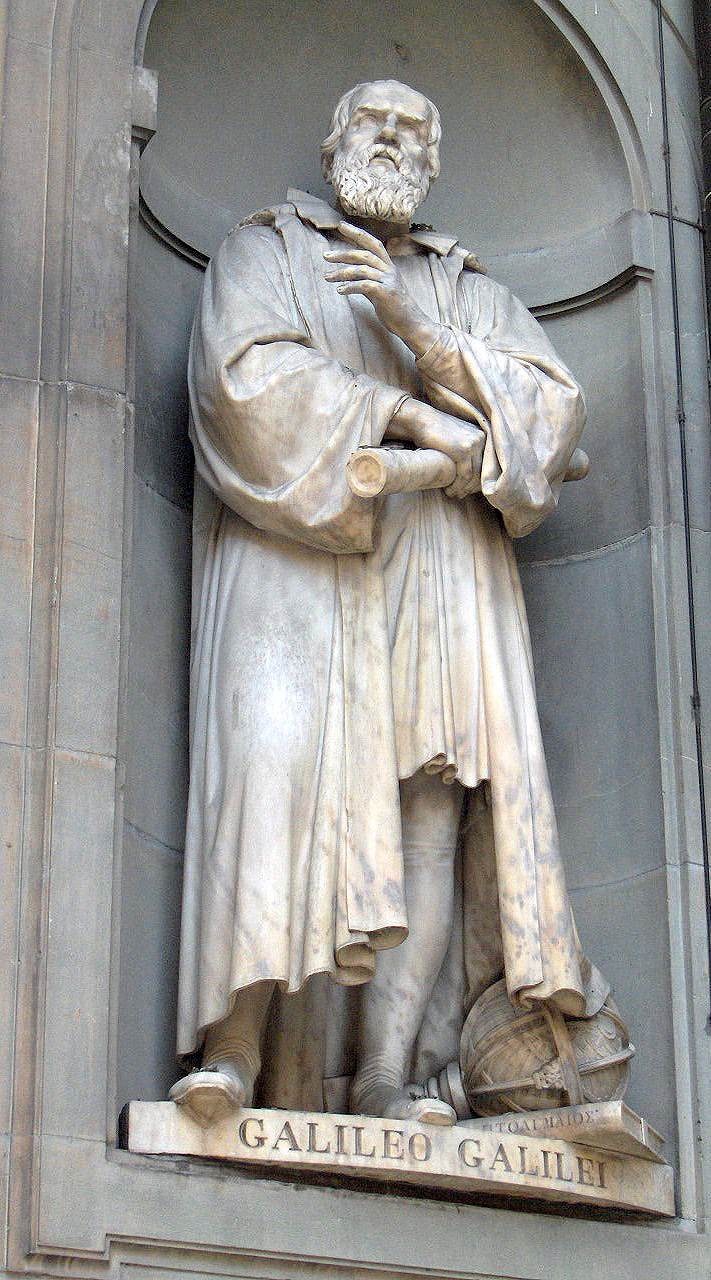
Статуя Галілео перед Уффіці, Флоренція

Хоча Галілей в юності серйозно думав про священство, проте, за настановою батька, у 1580 році вступив до Пізанського університету, де вивчав медицину. На нього вплинули лекції Джироламо Борро і Франческо Буонамічі із Флоренції.
У 1581 році, вивчаючи медицину, він помітив люстру, яка коливалася від повітряних потоків то з більшою, то з меншою амплітудою. Він вирішив вирахувати її період коливання, використовуючи власне серцебиття. Згодом Галілео дійшов до висновку, що частота коливань люстри не залежить від амплітуди. Повернувшись додому, він встановив два маятники однакової довжини і розгойдав один із більшим розмахом, а інший — з меншим, і виявив, що вони коливаються з майже однаковим періодом. Лише майже сто років потому, завдяки роботам Християна Гюйгенса, таутохронний характер коливань маятника був використаний для створення точного годинника. До цього експерименту Галілей навмисно тримався якомога далі від математики, оскільки професія лікаря дозволяла отримувати більший дохід. Однак, випадково відвідавши лекцію з геометрії, він умовив свого неохочого батька дозволити йому замість медицини вивчати математику і натурфілософію.
Галілей залишив університет і повернувся до Флоренції, де чотири роки самостійно вивчав математику, яку вважав надійною основою для вивчення світу. Імовірно, у ці роки він познайомився з теорією Коперника. Астрономічні проблеми тоді жваво обговорювалися, особливо у зв'язку зі щойно проведеною календарною реформою. Він створив термоскоп, попередник термометра, і в 1586 році опублікував невелику книгу про конструкцію винайдених ним гідростатичних терезів, і саме завдяки яким про Галілео вперше заговорили у науковому світі. Галілей також вивчав образотворче мистецтво і в 1588 році отримав посаду викладача перспективи і світлотіні в Академії мистецтв Дісегно (італ. Accademia delle Arti del Disegno) у Флоренції. Того ж року на запрошення Флорентійської академії мистецтв він прочитав дві лекції «Про форму, розташування та розмір пекла Данте», намагаючись запропонувати точну космологічну модель пекла Данте. Надихнувшись мистецькою традицією міста і творами художників епохи Відродження, Галілей набув естетичного мислення. Коли він був ще молодим викладачем в Академії, то познайомився із флорентійським художником Лодовіко Чіголі, з яким згодом став друзями.
Незабаром фінансове становище батька погіршилося і він був не в змозі платити за навчання сина. Запит звільнити Галілея від оплати за навчання (такий виняток робився для найздібніших студентів) було відхилено. 1585 року Галілей повернувся до Флоренції, так і не отримавши наукового ступеня. На щастя, він встиг привернути до себе увагу суспільства кількома своїми винаходами, завдяки яким і познайомився з освіченим і багатим любителем науки, маркізом Гвідобальдо дель Монте. Гвідобальдо, на відміну від пізанських професорів, зумів його правильно оцінити. Уже тоді дель Монте говорив, що з часу Архімеда світ не бачив генія такого рівня. Захоплений незвичайним талантом юнака, маркіз став його другом і покровителем. Він представив Галілея тосканському герцогу Фердинанду I Медічі і клопотав про оплачувану наукову посаду для нього.
У 1589 році Галілея призначили на кафедру математики в Пізі. 1591 року помер його батько, і йому було доручено опіку над молодшим братом Мікеланджело. 1592 року він переїхав до Падуанського університету, де до 1610 року викладав геометрію, механіку й астрономію. У цей період Галілей зробив значні відкриття як у фундаментальній науці (зокрема, кінематиці руху й астрономії), так і в прикладній (досліджуючи міцність матеріалів), і став одним із винахідників телескопа. Його численні інтереси включали вивчення астрології, яка на той час була пов'язана з математикою й астрономією. Надалі він став придворним філософом герцога Козімо II Медічі. Починаючи з 25 квітня 1611 року, Галілео належав до заснованої Федеріко Чезі Академії деї Лінчеї.
Галілео Галілей був основоположником експериментально-математичного методу вивчення природи. Він виклав розгорнутий опис цього методу і сформулював найважливіші принципи механічного світу. Його дослідження кардинально вплинули на розвиток наукової думки. Саме від нього бере початок фізика як наука. Найважливішим вкладом Галілео Галілея в науку була свідома і послідовна заміна пасивного спостереження активним експериментом. Результатами цих експериментів стало багато наукових відкриттів.

## Відкриття в астрономії

### Оптичні прилади

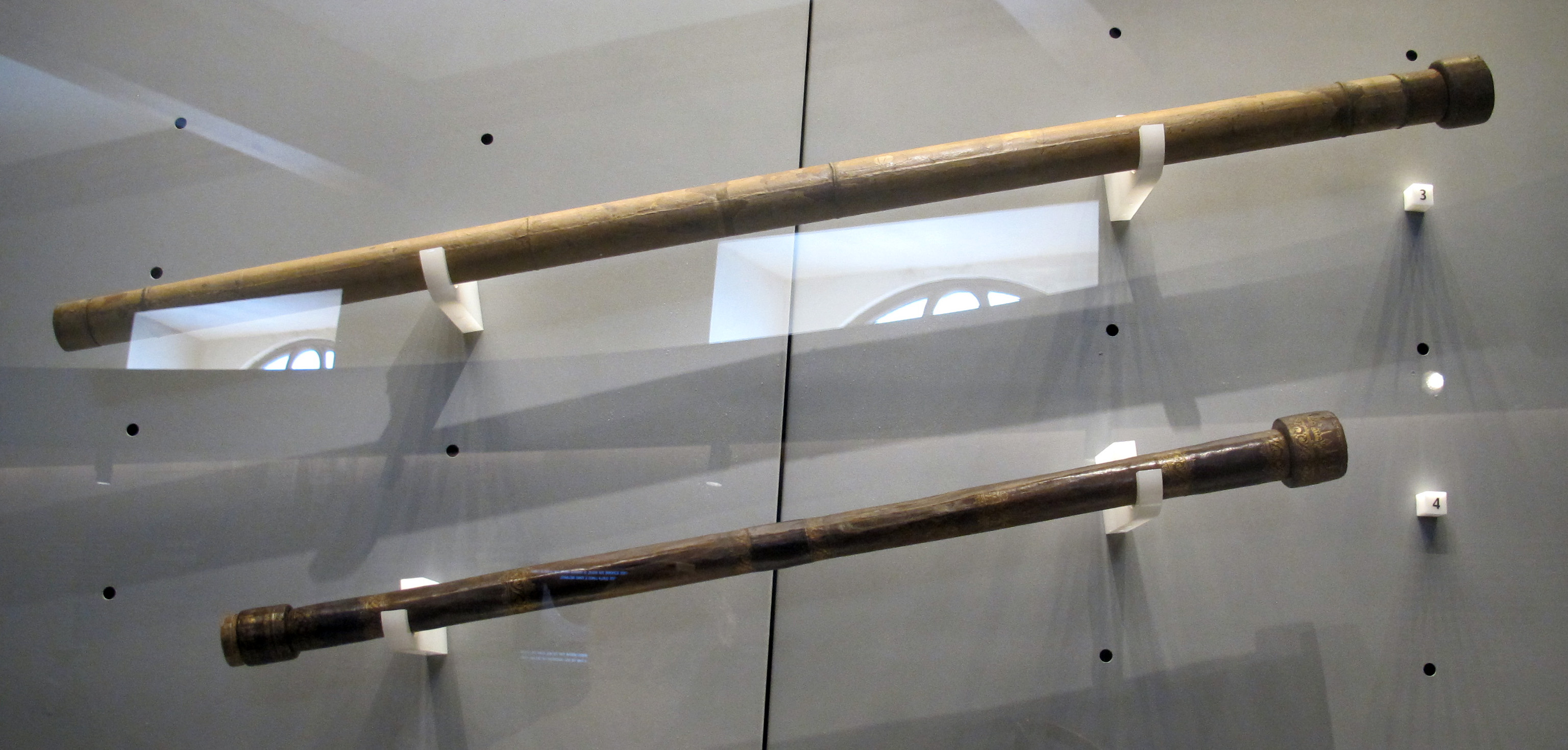
Телескопи Галілея «cannocchiali» в Музеї Галілея у Флоренції

Довідавшись про винайдену в Голландії підзорну трубу, у 1609 році Галілей побудував свій перший телескоп із трикратним збільшенням, а трохи пізніше — зі збільшенням у 32 рази, як він сам писав згодом:
Побудував собі прилад до того чудовий, що з його допомогою предмети здавалися майже в тисячу разів більшими і понад тридцять разів ближчими, ніж під час спостереження простим оком.
За допомогою оптичних приладів Галілей здійснив кілька важливих астрономічних відкриттів: гори й кратери на Місяці, плями на Сонці, чотири супутники Юпітера (Іо, Європа, Ганімед і Каллісто), фази Венери, кільця Сатурна тощо. Він пробував виміряти розміри зір, а виявив, що вони знаходяться на колосальній відстані від Землі. Він також зрозумів, що Чумацький Шлях є скупченням окремих зір.
Виготовлення телескопів було для Галілея прибутковою справою: він продавав їх купцям і мореплавцям. Свої перші астрономічні спостереження з допомогою телескопа він опублікував у березні 1610 року в короткому трактаті під назвою «Sidereus Nuncius» («Зоряний вісник»).

У 1610—1614 роках, змінюючи відстань між лінзами, Галілей створив мікроскоп. Завдяки Галілею лінзи й оптичні прилади стали розповсюдженим знаряддям наукових досліджень. Як відзначав Сергій Вавилов:
Саме від Галілея оптика одержала найбільший стимул для подальшого теоретичного технічного розвитку.
Оптичні дослідження Галілея присвячені також вченню про колір, питанням природи світла, фізичній оптиці. Галілею належить ідея скінченності швидкості поширення світла і створення експерименту з її визначення у 1607 році.

### Сонячні плями
Галілей проводив телескопічні дослідження сонячних плям. Їхнє існування створило ще одну проблему в незмінній досконалості небес, як це стверджувалося в ортодоксальній аристотелівській небесній фізиці. Очевидна щорічна зміна траєкторії сонячних плям, яку спостерігали Франческо Сіцці й інші в 1612—1613 роках, також стала вагомим аргументом проти системи Птолемея та системи Тихо Браге. Суперечка про пріоритет у відкритті сонячних плям та їх інтерпретації призвела до тривалої і запеклої ворожнечі між Галілеєм і єзуїтом Христофом Шейнером. Обидва вони не знали про вже проведені спостереження Йоганна Фабріціуса та його публікацію про сонячні плями.

### Наднова Кеплера
Європейські астрономи спостерігали наднову у 1572 році. Галілей спостерігав і обговорював Наднову Кеплера в 1604 році. Лист Оттавіо Брензоні від 15 січня 1605 року до Галілея привернув його увагу до наднової 1572 року і менш яскравої наднової 1601 року. Оскільки ці наднові не мали помітного добового паралаксу, Галілей дійшов висновку, що вони були далекими зорями, що було спростуванням аристотелівської моделі з незмінністю небес.

### Спостереження Місяця

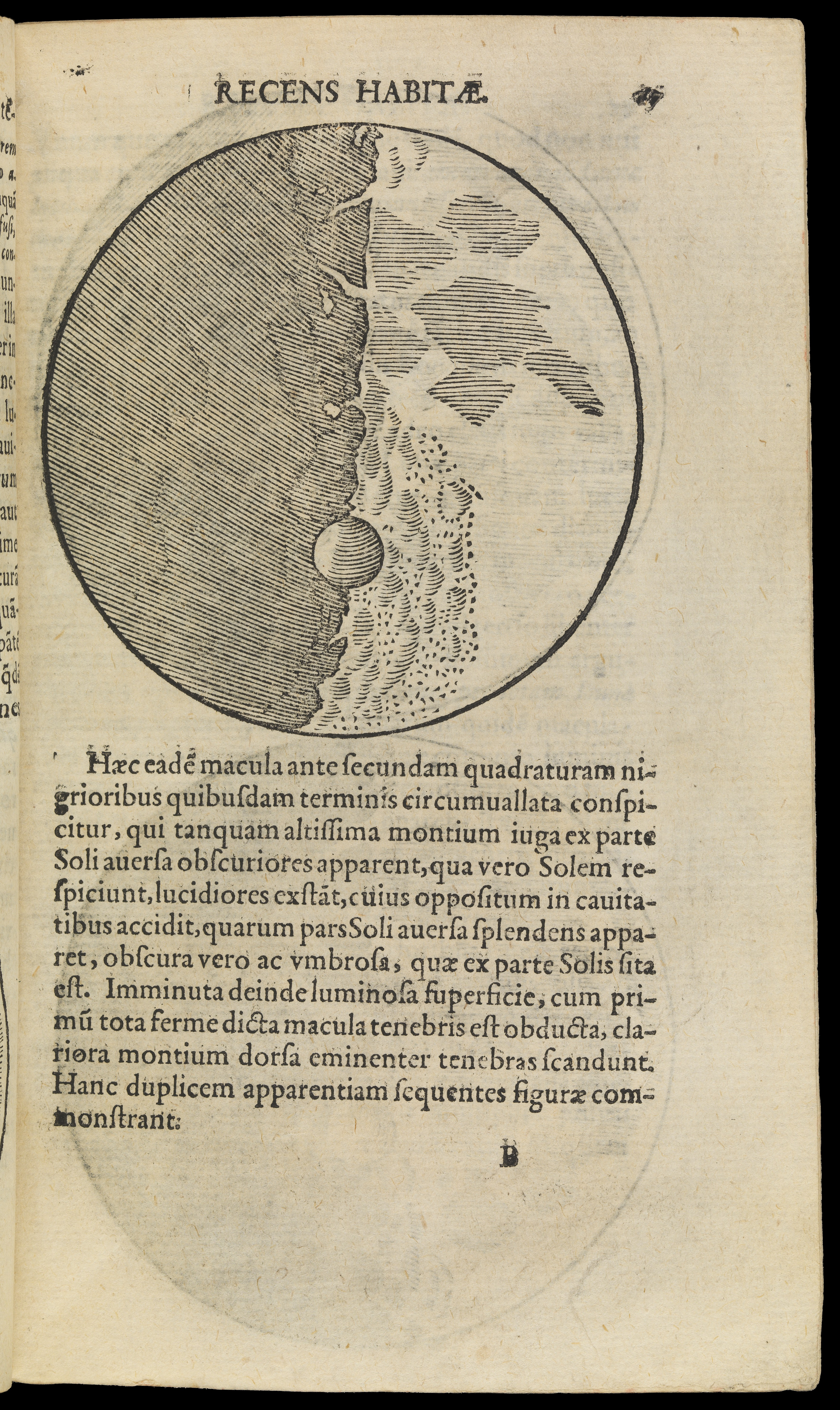
Ілюстрація Місяця з «Sidereus Nuncius», опублікована у Венеції, 1610 рік

30 листопада 1609 року Галілей спрямував свій телескоп на Місяць. Галілей не був першим, хто спостерігав Місяць у телескоп (англійський математик Томас Герріот зробив це за чотири місяці до того, але побачив лише «дивну плямистість»), однак він став першим, хто визначив причину нерівномірної зміни яскравості Місяця як тіні від місячних гір і кратерів. У своєму дослідженні він також склав топографічні карти, оцінивши висоту гір. Місяць не був напівпрозорою й досконалою сферою, як стверджував Арістотель, і навряд чи першою «планетою», «вічною перлиною, що велично підноситься в небесну емпірію», як стверджував Данте. Галілео іноді приписують відкриття лібрації Місяця за широтою в 1632 році, хоча Томас Герріот або Вільям Гілберт могли зробити це раніше.
Друг Галілея, художник Лодовіко Чіголі, включив реалістичне зображення Місяця в одну зі своїх картин, хоча, ймовірно, використовував для спостереження власний телескоп.

### Спостереження Сатурна і Нептуна
У 1610 році Галілей також спостерігав планету Сатурн і спочатку прийняв її кільця за дві інші планети, думаючи, що це система з трьох тіл, через недосконалість його телескопа. Коли він спостерігав планету пізніше, кільця Сатурна були орієнтовані до Землі ребром, що змусило його подумати, що два тіла зникли. Кільця знову з'явилися, коли він спостерігав планету в 1616 році, що ще більше збило його з пантелику.
1612 року Галілей спостерігав планету Нептун. В його нотатниках це одна з багатьох непримітних тьмяних зір. Він не усвідомлював, що це планета, але відзначив її рух відносно зір, перш ніж втратити її з поля зору.

### Підтвердження існування всіх фаз Венери
З вересня 1610 року Галілей в процесі спостережень відкрив, що Венера має повний набір фаз, подібних до фаз Місяця. Геліоцентрична модель Сонячної системи, розроблена Коперником, передбачала, що всі фази будуть видимими, оскільки радіус орбіти Венери навколо Сонця менший за радіус земної орбіти. Це співвідношення призводить до того, що освітлена півкуля Венери обернена до Землі, коли вона знаходиться в протистоянні, і відвернута від Землі, коли вона знаходиться у сполученні.
У геоцентричній моделі Птолемея орбіти Венери й Меркурія розташовувалися всередині орбіти Сонця, відповідно, були можливі були тільки фази на кшталт «півмісяць», «старий місяць» і «молодик». Спостереження Галілеєм всіх фаз Венери слугувало додатковим спростуванням моделі Птолемея.
На початку 17 століття, в результаті його відкриття, переважна більшість астрономів перейшла на одну з різних геогеліоцентричних планетних моделей, таких як тихонічна, капеланська і розширена капеланська моделі. Всі вони пояснювали фази Венери без «спростування» передбачення повного геліоцентризму про зоряний паралакс. Відкриття Галілеєм фаз Венери стало його найбільш впливовим внеском у перехід від повного геоцентризму до повного геліоцентризму через геогеліоцентризм.

### Дослідження Чумацького Шляху
Галілей спостерігав Чумацький Шлях, який раніше вважався галактичною туманністю, і виявив, що він складається з багатьох зір, розташованих на небі так близько одна до одної, що з Землі вони здаються хмарами. Він знайшов багато інших зір, занадто тьмяних, щоб їх можна було побачити неозброєним оком. 1617 року він спостерігав подвійну зорю Міцар у Великій Ведмедиці.
У «Зоряному віснику» (Sidereus Nuncius) Галілей повідомляв, що при спостереженні через телескоп планети, на відміну від зір, мають видимий диск. Але незабаром після цього у своїх «Листах про сонячні плями» він повідомив, що форми як зір, так і планет є «цілком круглими». Відтоді він продовжував стверджувати, що телескопи показують округлість зір, і що зорі, які можна побачити в телескоп, мають діаметр кілька кутових секунд. Галілей також розробив метод вимірювання видимого розміру зорі без телескопа. Описаний в «Діалозі про дві головні світові системи» метод полягав у тому, щоб підвішувати тонку мотузку на прямій видимості зорі й вимірювати максимальну відстань, з якої вона повністю затуляла б зорю. Вимірявши цю відстань і ширину мотузки, вчений міг обчислити кут, який утворює зоря в точці спостереження.
У своєму «Діалозі про дві головні світові системи» Галілей повідомив, що згідно з його вимірюваннями видимий діаметр зорі першої зоряної величини не перевищує 5 кутових секунд, а зорі шостої зоряної величини — близько 5/6 кутової секунди. Як і більшість астрономів того часу, Галілей не усвідомлював, що виміряні ним видимі розміри зір були хибними, спричиненими дифракцією та атмосферними викривленнями, і не відображали справжній розмір зір. Однак значення Галілея були набагато меншими за попередні оцінки видимих розмірів найяскравіших зір, наприклад, зроблені Тихо Браге, і дозволили Галілею протистояти антикоперніканським аргументам, що ці зорі мають бути абсурдно великими, щоб їхні річні паралакси не можна було виявити. Інші астрономи, такі як Симон Маріус, Джованні Баттіста Річчолі та Мартінус Гортензій, провели подібні вимірювання зір і дійшли висновку, що менші розміри недостатньо малі, щоб відповісти на аргумент Тихо Браге.

### Відкриття супутників Юпітера

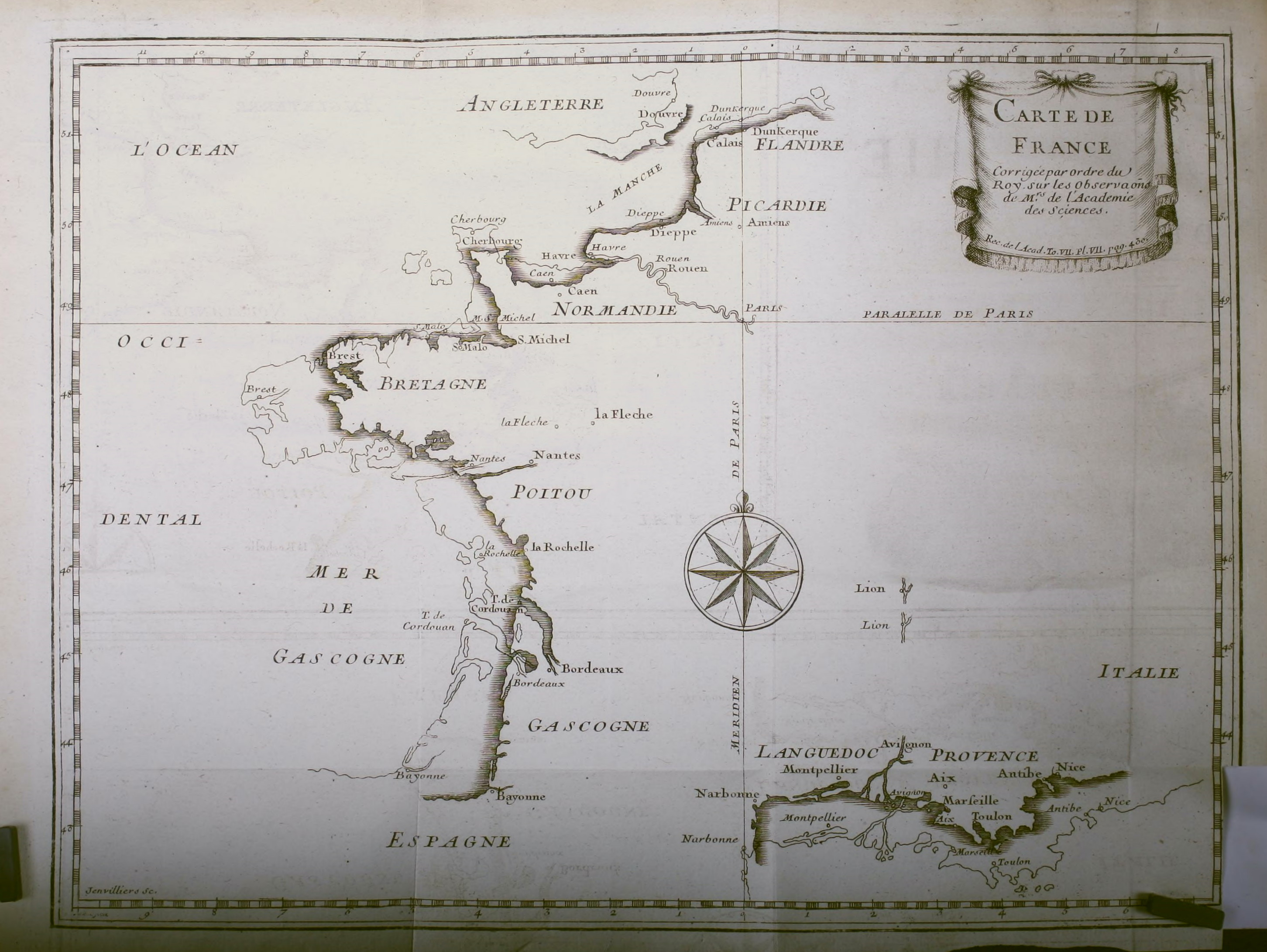
Карта Франції 1684 року, на якій показано контур більш ранньої карти (світлий контур) у порівнянні з новим дослідженням, проведеним з використанням супутників Юпітера як точного часового орієнтиру (темніший контур).

7 січня 1610 року Галілей спостерігав у свій телескоп те, що він описав тоді як "три нерухомі зорі, абсолютно невидимі через свою малість. Всі вони були близькі до Юпітера і лежали на прямій лінії через нього. Спостереження наступних ночей показали, що положення цих «зір» відносно Юпітера змінювалося так, що це неможливо було пояснити, якби вони були справді нерухомими. 10 січня Галілей помітив, що одна з них зникла, і пояснив це тим, що вона сховалася за Юпітером. За кілька днів він дійшов висновку, що вони обертаються навколо Юпітера, таким чином, відкривши три з чотирьох найбільших супутників Юпітера. 13 січня він відкрив четвертий супутник. Галілей назвав цю групу «Медеціанські зорі» на честь свого майбутнього покровителя, Козімо II Медічі, Великого герцога Тоскани, і трьох братів Козімо. Однак пізніше астрономи перейменували їх на Галілеєві супутники, на честь першовідкривача. Також ці супутники незалежно відкрив Симон Маріус 8 січня 1610 року, вони отримали запропоновані Кеплером назви Іо, Європа, Ганімед і Каллісто, про що Маріус написав у своїй праці «Mundus Iovialis», опублікованій 1614 року.
Спостереження Галілея за супутниками Юпітера викликали суперечки в астрономії. Планета, на орбітах якої обертаються менші планети, не відповідала принципам аристотелівської космології, згідно з якою всі небесні тіла мають обертатися навколо Землі. Багато астрономів і філософів спочатку відмовлялися вірити в те, що Галілей міг відкрити таке, а інші не могли підтвердити спостереження Галілея. Коли він демонстрував телескоп у Болоньї, присутні намагалися роздивитися Місяць. Один з них, Мартін Горкі, спостерігав за кількома зорями й виявив, що вони також оточені меншими зорями. Він сприйняв це як доказ того, що супутники були лише внутрішнім дефектом інструменту. Така заява Горкі задала тон подальшим суперечкам. Обсерваторія Христофора Клавія в Римі підтвердила спостереження і хоча не знала, як їх інтерпретувати, влаштувала Галілею доволі шанобливий прийом, коли він відвідав її наступного року. Галілей продовжував спостерігати за супутниками протягом наступних вісімнадцяти місяців, і до середини 1611 року отримав напрочуд точні оцінки їхніх періодів, що Йоганн Кеплер раніше вважав неможливим.
Галілей побачив практичне застосування свого відкриття. Визначення довготи кораблів у морі вимагало синхронізації їхніх годинників з годинниками на початковому меридіані. Розв'язання цієї проблеми мало велике значення для безпечного мореплавства, і за її розв'язання Іспанія, а згодом і Голландія пообіцяли велику винагороду. Оскільки затемнення відкритих супутників відбувалися відносно часто і їхній час можна було передбачити з великою точністю, це можна було застосувати для налаштування корабельних годинників, тому Галілей подав заявку на отримання премії. Спостерігати за супутниками з корабля виявилося надто складно, але метод застосовувався для топографічних зйомок, зокрема, для перепланування мапи Франції.

### Теорія припливів і відпливів
Роберто Беларміно писав у 1615 році, що систему Коперника неможливо захистити без «справжньої фізичної демонстрації того, що не сонце обертається навколо землі, а земля навколо сонця». Галілей вважав таким доказом свою теорію припливів і відпливів. Ця теорія була настільки важливою для нього, що спочатку він мав намір назвати свій «Діалог про дві головні світові системи» «Діалогом про припливи й відпливи моря», але прибрав посилання на припливи й відпливи за наказом інквізиції.
Для Галілея припливи були спричинені ковзанням води в морях вперед-назад, коли точка на поверхні Землі прискорювалася й сповільнювалася через обертання Землі навколо своєї осі та обертання навколо Сонця. Свій перший опис припливів він опублікував у 1616 році, адресувавши його Алессандро Орсіні. Його теорія дала перше уявлення про важливість форми океанських басейнів для величини й часу припливів. Галілей правильно пояснив незначні припливи посередині Адріатичного моря порівняно з більшими припливами на його кінцях, однак як загальне пояснення причини припливів його теорія зазнала невдачі.
Якби ця теорія була правильною, на день був би лише один приплив. Галілей і його сучасники усвідомлювали некоректність цієї теорії, оскільки у Венеції щодня відбувається два припливи замість одного, з різницею приблизно в 12 годин. Галілей відкинув цю аномалію як результат декількох вторинних причин, включаючи форму моря, його глибину та інші фактори. Альберт Ейнштейн пізніше висловив думку, що Галілей розробив свої «захопливі аргументи» і прийняв їх некритично через бажання отримати фізичний доказ руху Землі. Галілей також відкинув ідею свого сучасника Йоганна Кеплера (відому, однак, ще з античності) про те, що припливи спричиняє Місяць — Галілей також не цікавився еліптичними орбітами планет Кеплера. Він продовжував аргументувати свою теорію припливів, вважаючи її остаточним доказом руху Землі.

## Відкриття в механіці

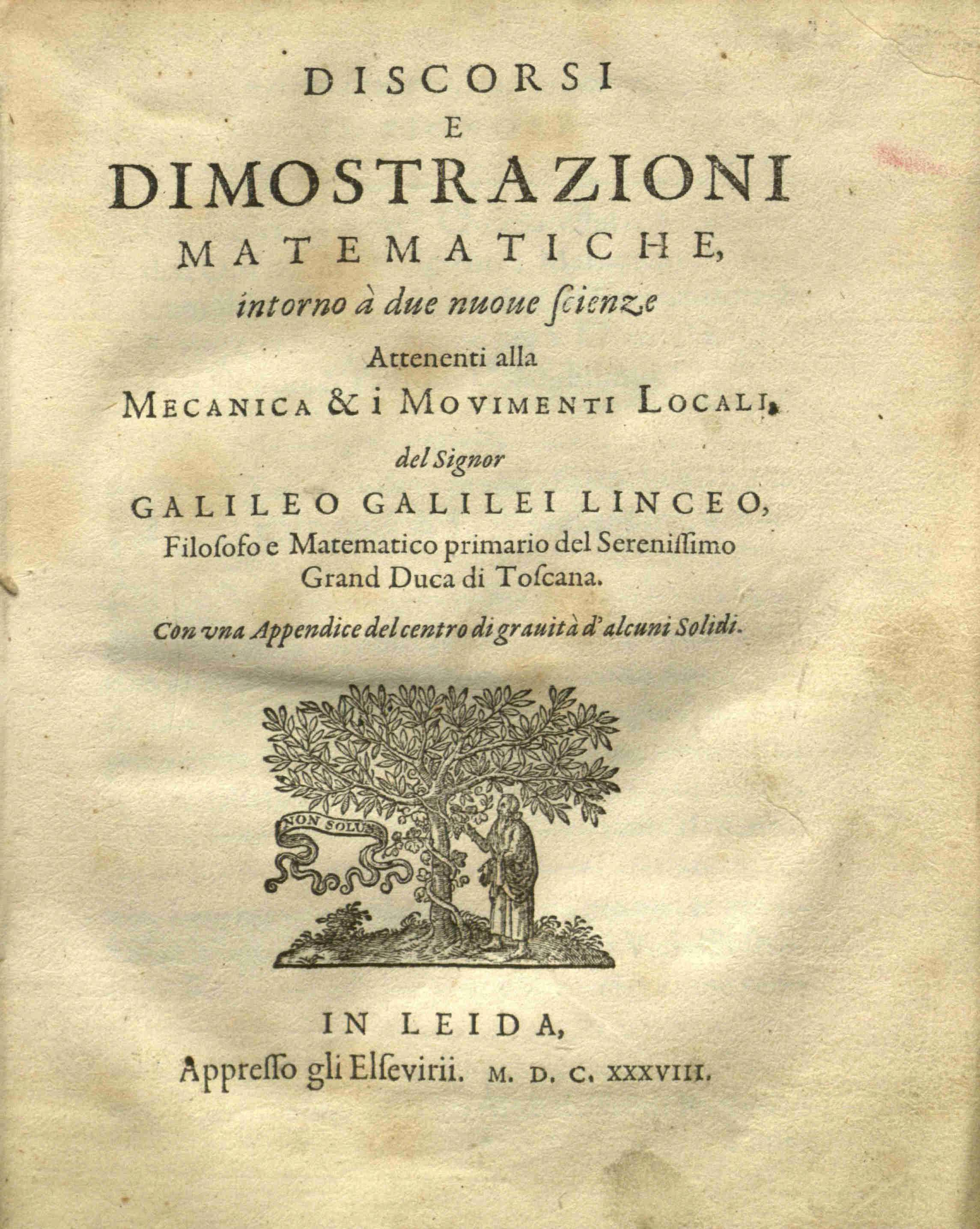
Остання праця Галілея з основ механіки

Фізику й механіку в часи Галілея вивчали за творами Арістотеля, які містили метафізичні міркування про «першопричини» природних процесів. Зокрема, Арістотель стверджував, що швидкість падіння пропорційна масі тіла, а рух відбувається, поки діє «спонукальна причина» (сила), і за відсутності сили припиняється.
Перебуваючи в Падуанському університеті, Галілей вивчав інерцію і вільне падіння тіл. Зокрема, він довів, що прискорення вільного падіння не залежить від ваги тіла, таким чином спростував перше твердження Арістотеля.

### Вільне падіння і тіло, кинуте під кутом до горизонту
У своїй останній книзі Галілей сформулював правильні закони падіння: швидкість зростає пропорційно часу, а шлях — пропорційно квадрату часу. Відповідно до свого наукового методу він тут же навів дослідні дані, що підтверджують відкриті ним закони. Також Галілей розглянув і узагальнену задачу: дослідити поведінку падаючого тіла з ненульовою горизонтальною початковою швидкістю. Він правильно припустив, що політ такого тіла буде являти собою суперпозицію (накладення) двох «простих рухів»: рівномірного горизонтального руху за інерцією і рівноприскореного вертикального падіння.
Галілей довів, що будь-яке тіло, кинуте під кутом до горизонту, летить по параболі. В історії науки це перша вирішена задача динаміки. Наостанок дослідження Галілей довів, що максимальна дальність польоту кинутого тіла досягається для кута кидання 45° (раніше це припущення висловив Нікколо Тарталья, однак, не зміг його строго обґрунтувати). На основі своєї моделі Галілей (ще перебуваючи у Венеції) склав перші артилерійські таблиці.

### Принцип відносності Галілея

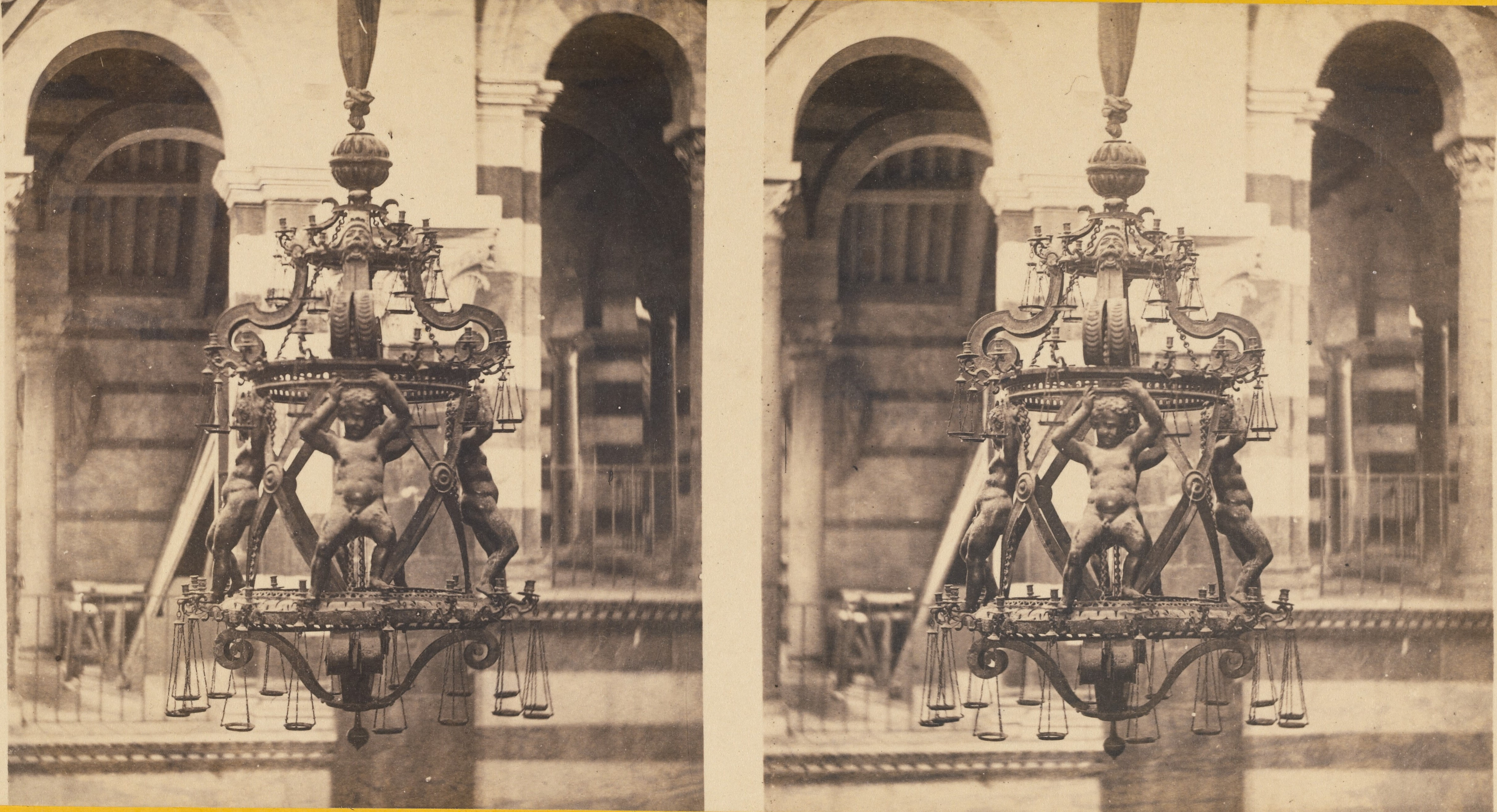
Піза. Кафедральний собор. «Лампа Галілей», коливання якої вивчав Галілей. 1860-ті роки.

Галілей спростував і другий із наведених законів Арістотеля, сформулювавши перший закон механіки (закон інерції): за відсутності зовнішніх сил тіло або спочиває, або рівномірно рухається. Те, що ми називаємо інерцією, Галілей поетично назвав «незнищенно закарбований рух». Щоправда, він допускав вільний рух не тільки по прямій, а й по колу (мабуть, з астрономічних міркувань). Правильне формулювання закону пізніше дали Декарт і Ньютон; проте загальновизнано, що саме поняття «рух за інерцією» вперше запровадив Галілей, і перший закон механіки справедливо має його ім'я.
Галілей є одним з основоположників принципу відносності в класичній механіці. У «Діалозі про дві системи світу» Галілей сформулював його таким чином:
|  | Для предметів, захоплених рівномірним рухом, цього останнього нібито не існує і проявляє свою дію тільки на речах, які не беруть у ньому участі. |

Роз'яснюючи принцип відносності, Галілей навів уявний дослід, проведений в трюмі корабля:
|  | ... Запасіться мухами, метеликами та іншими подібними дрібними комахами, що літають; нехай буде у вас там також велика посудина з водою і маленькими рибками, що плавають у ній; підвісьте, далі, нагорі відерце, з якого вода буде падати крапля за краплею в іншу посудину з вузькою шийкою, підставлену внизу. Поки корабель стоїть нерухомо, спостерігайте старанно, як дрібні літаючі тварини з однією й тією самою швидкістю рухаються на всі боки приміщення; риби, як ви побачите, плаватимуть байдуже в усіх напрямках; усі краплі, що падають, потраплять у підставлену посудину... Примусьте тепер корабель рухатися з малою швидкістю, і тоді (якщо тільки рух буде рівномірним і без хитавиці в той та інший бік) в усіх названих явищах ви не знайдете жодної найменшої зміни та за жодним із них не зможете встановити, рухається корабель чи стоїть нерухомо... |

Строго кажучи, корабель Галілея рухається не прямолінійно, а по дузі великого кола поверхні земної кулі. У рамках сучасного розуміння принципу відносності система відліку, пов'язана з цим кораблем, буде лише приблизно інерціальною, тож виявити факт його руху, не звертаючись до зовнішніх орієнтирів, усе ж таки можливо (щоправда, придатні для цього вимірювальні прилади з'явилися лише у XX столітті).
Перераховані вище відкриття Галілея, крім усього іншого, дали йому змогу спростувати багато доводів супротивників геліоцентричної системи світу, які стверджували, що обертання Землі помітно позначилося б на явищах, що відбуваються на її поверхні. Наприклад, на думку геоцентристів, поверхня Землі, що обертається, за час падіння будь-якого тіла йшла б з-під цього тіла, зміщуючись на десятки або навіть сотні метрів. Галілей упевнено передбачив: «Будуть безрезультатними будь-які досліди, які мали б вказувати більш проти, ніж за обертання Землі».

### Дослід Галілея з падінням тіл
До ХХ ст. було відомо із записів учня Галілея Вінченцо Вівіані і вважалося, що Галілео Галілей скидав з Пізанської вежі в один і той самий момент гарматне ядро масою 80 кг і значно легшу мушкетну кулю масою 200 г. Обидва тіла мали приблизно однакову обтічну форму і досягли землі одночасно. За допомогою цього досліду Галілей нібито виявив, що тіла впали з однаковим прискоренням, цим спростовуючи теорію Арістотеля, згідно якої швидкість падіння тіл залежить від їх маси. У той час, коли, за описом Вівіані, Галілей проводив свій дослід, він ще не сформулював остаточний варіант свого закону вільного падіння. Опис цього знаменитого досліду увійшов до безлічі книжок, але в XX столітті низка авторів дійшла висновку, що це — міф або уявний експеримент, ґрунтуючись, насамперед, на тому, що сам Галілей у своїх книжках не стверджував, що провів цей публічний експеримент.

### Дослідження коливань маятника
Галілей опублікував дослідження коливань маятника і заявив, що період коливань не залежить від їхньої амплітуди (це приблизно вірно для лише малих амплітуд). Він також виявив, що періоди коливань маятника співвідносяться як квадратні корені з його довжини. Результати Галілея привернули увагу Гюйгенса, який 1657 року використав маятниковий регулятор для вдосконалення спускового механізму годинника; з цього моменту з'явилася можливість точних вимірювань в експериментальній фізиці.
Уперше в історії науки Галілей поставив питання про міцність стрижнів і балок під час вигину і тим самим поклав початок новій науці — опору матеріалів.
Багато міркувань Галілея являють собою начерки відкритих багато пізніше фізичних законів. Наприклад, у «Діалозі» він повідомляє, що вертикальна швидкість кулі, що котиться поверхнею складного рельєфу, залежить тільки від її поточної висоти, та ілюструє цей факт кількома уявними експериментами; пізніше цей висновок сформулювали б як закон збереження енергії в полі тяжіння. Аналогічно він пояснює (теоретично незгасаючі) гойдання маятника. Деякі міркування Галілея проклали шлях до поняття доцентрового прискорення, правильну формулу якого згодом вивів Християн Гюйгенс.
У статиці Галілей ввів фундаментальне поняття моменту сили.
Альберт Ейнштейн поширив механічний принцип відносності Галілея на всі фізичні процеси, зокрема на світло, і вивів з нього наслідки про природу простору й часу, замінивши перетворення Галілея перетвореннями Лоренца. Об'єднання ж другого галілейського принципу, який Ейнштейн тлумачив як принцип еквівалентності сил інерції та сил тяжіння, із принципом відносності стало основою загальної теорії відносності.

### Галілеєва інваріантність
Галілей висунув основний принцип відносності, згідно з яким закони фізики діють у будь-якій системі, що рухається з постійною швидкістю по прямій лінії, незалежно від її конкретної швидкості або напрямку. Отже, не існує абсолютного руху чи абсолютного спокою. Цей принцип забезпечив базову основу для законів руху Ньютона і є центральним для спеціальної теорії відносності Ейнштейна.
Інваріантність Галілея або теорія відносності Галілея стверджує, що закони руху однакові в усіх інерціальних системах відліку. Галілео Галілей вперше описав цей принцип у 1632 році у своєму «Діалозі про дві системи світу», використовуючи приклад корабля, що рухається з постійною швидкістю, без гойдання, по гладкому морю, та зробив висновок, що будь-який спостерігач під палубою не зможе сказати, рухається корабель чи стоїть.

## Конфлікт із церквою

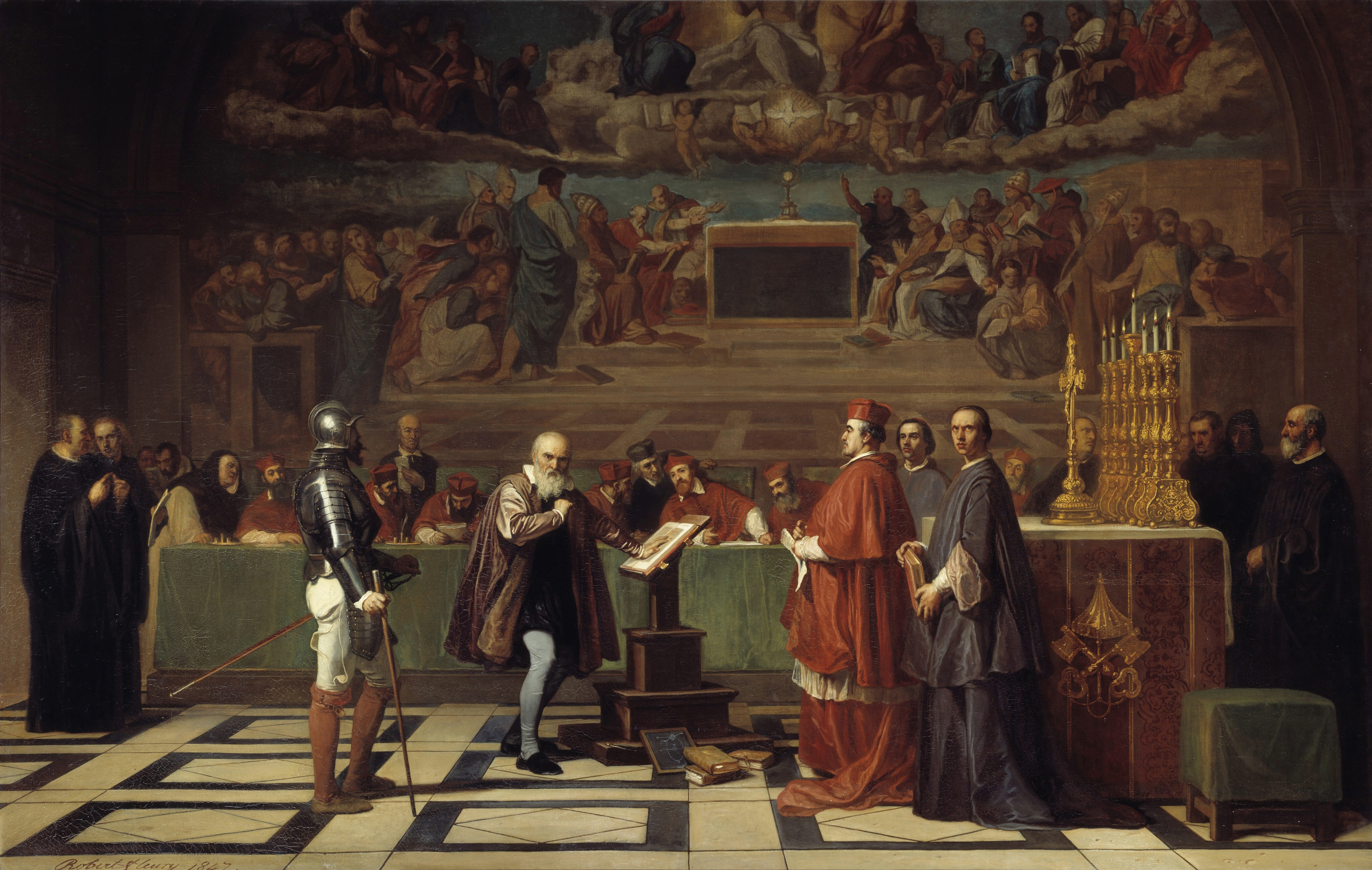
, 1847. Галілей перед судом інквізиції

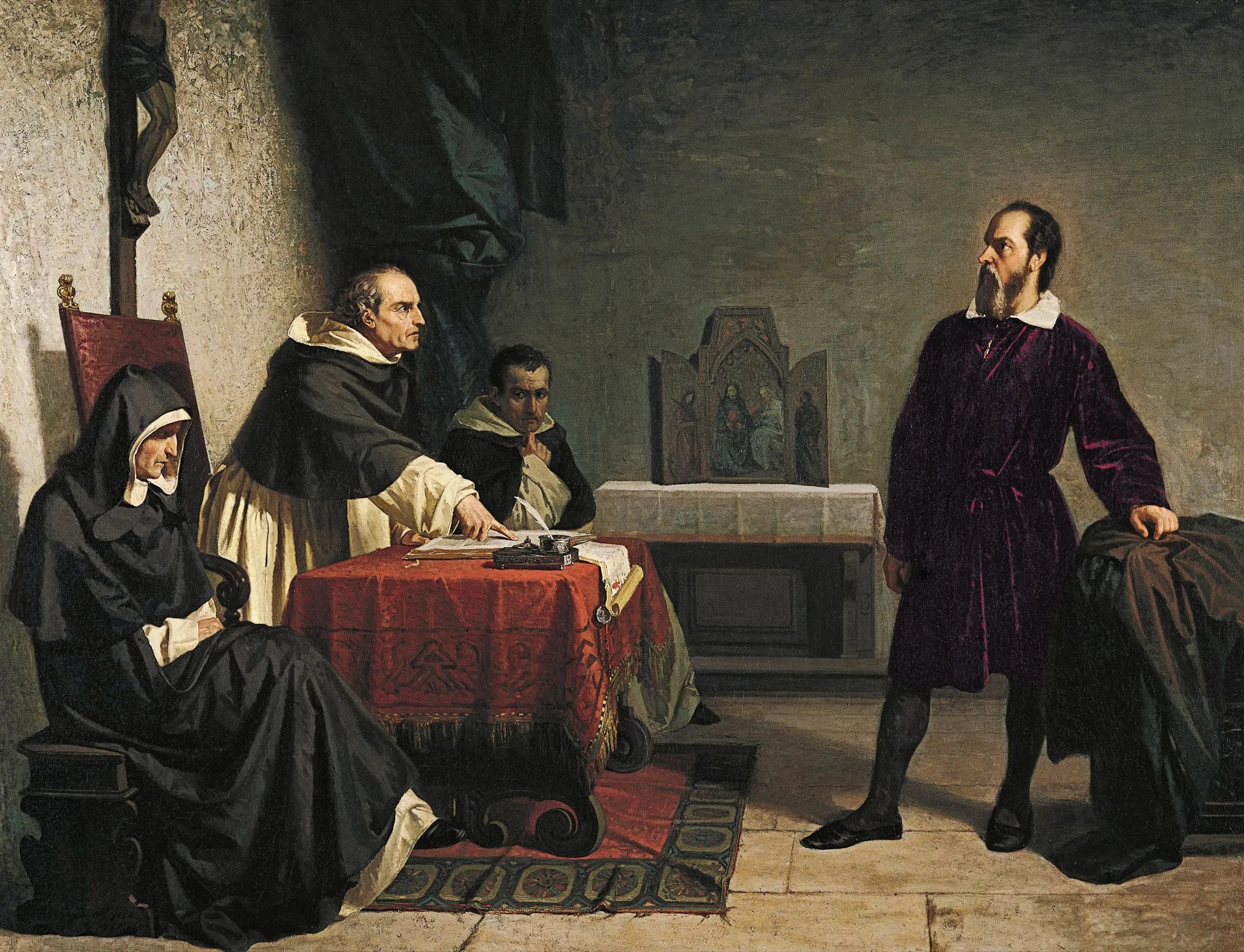
Кристіано Банті, 1857. Галілео перед римською інквізицією

У березні 1630 року Галілей завершив книгу «Діалог про дві найголовніші системи світу — птолемеєву й коперникову», як підсумок майже 30-річної роботи, і, вирішивши, що момент для її видання сприятливий, надав тодішню версію своєму другові, папському цензору Ріккарді. Майже рік він чекав на його рішення, проте потім вирішив піти на хитрість. Він додав до книги передмову, де оголосив своєю метою розвінчання коперниканства, й передав книгу тосканській цензурі, за деякими відомостями, у неповному й пом'якшеному вигляді. Отримавши позитивний відгук, він переслав його до Риму. Влітку 1631 Галілей отримав довгоочікуваний дозвіл.
На початку 1632 «Діалог» побачив світ. Книгу було написано не науковою латиною, а «народною» італійською мовою у формі діалогу між трьома любителями науки: коперниканцем Франческо Сальвіаті, нейтральним учасником Сагредо і Сімплічіо — прихильником Арістотеля й Птолемея. Хоча у книзі немає авторських висновків, сила аргументів на користь системи Коперника говорила сама за себе.
Створення телескопа й астрономічні відкриття здобули Галілею широку популярність. Ці відкриття безумовно підсилювали позиції геліоцентричної системи Коперника в боротьбі зі схоластичним арістотелівсько-птолемеєвським трактуванням Всесвіту. 1633 року, після публікації «Діалогу», інквізиція викликала його до суду, звинувативши в коперниканстві. Загрожуючи заборонити займатися науковою діяльністю, спалити неопубліковані праці та застосовуючи катування, інквізиція змусила Галілея відмовитися від теорії Коперника, а на «Діалог» наклала заборону. Після процесу Галілея було оголошено «в'язнем святої інквізиції», і він був змушений жити спочатку в Римі, а потім — в Арче́трі біля Флоренції. Однак наукову діяльність Галілей не припинив, до своєї хвороби (1637 року Галілей остаточно втратив зір) він завершив працю «Бесіди й математичні докази, що стосуються двох нових галузей науки», яка підбивала підсумок його фізичних досліджень.

До наших часів дійшло декілька цікавих і повчальних висловлювань Галілея; зокрема, він зазначав: 
В науці тихе зауваження однієї людини цінніше за голосні твердження тисячі однодумців.
Галілей сподівався, що Папа поставиться до цієї книги так само поблажливо, як і раніше до аналогічних за ідеями «Листів до Інголі», однак прорахувався. На додачу, він сам нерозважливо розіслав 30 примірників своєї книги впливовим духовним особам у Римі. Незадовго перед тим (1623) Галілей вступив у конфлікт з єзуїтами; захисників у нього в Римі залишилося мало, та й ті, оцінивши небезпеку ситуації, не бажали втручатися.

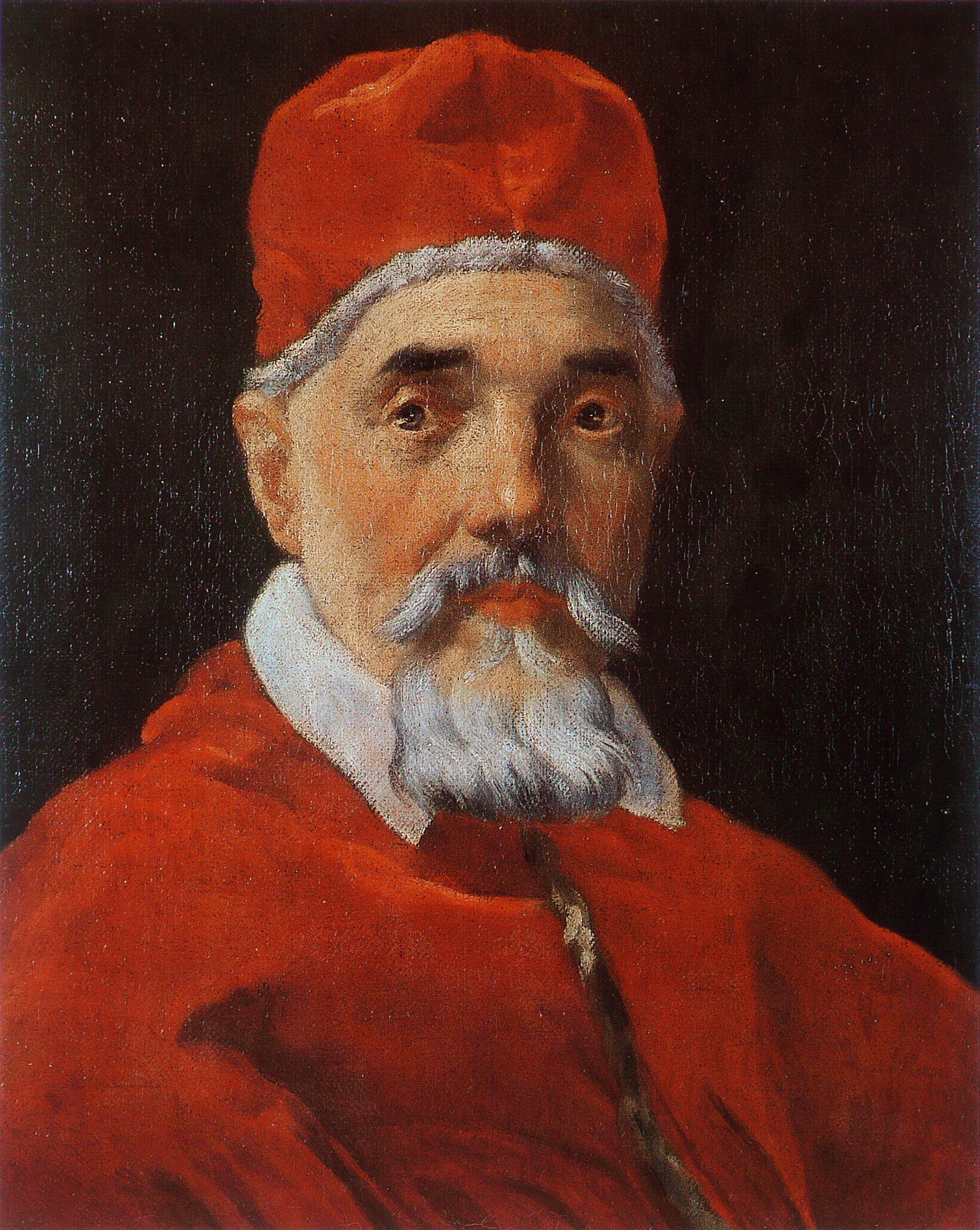
Папа Римський Урбан VIII. Портрет пензля Джованні Лоренцо Берніні, близько 1625 року.

Більшість біографів сходиться на думці, що в простаку Сімплічіо (італ. «Simplicio») з книги римський Папа Урбан VIII впізнав себе, свої аргументи, й розлютився. Сам Галілей пізніше вважав, що ініціатива процесу належала єзуїтам, які подали Папі донос про книгу Галілея. Вже через кілька місяців книгу заборонили та вилучили з продажу, а Галілея викликали до Риму (попри епідемію чуми) на суд Інквізиції за підозрою в єресі. Після невдалих спроб домогтися відтермінування з причини поганого здоров'я й епідемії чуми (Урбан на це погрожував доставити його до суду силоміць, у кайданах) Галілей підкорився, відбув визначений чумний карантин і прибув до Риму 13 лютого 1633. Нікколіні, представник Тоскани в Римі, за вказівкою герцога Фердинанда II оселив Галілея в будівлі посольства. Слідство тривало з 21 квітня до 21 червня 1633.
Після закінчення першого допиту обвинуваченого арештували. Галілей перебував в ув'язненні всього 18 днів (із 12 до 30 квітня 1633) — ця незвичайна поблажливість, імовірно, була викликана згодою Галілея покаятися, а також впливом тосканського герцога, який невпинно клопотав про пом'якшення долі свого старого вчителя. Беручи до уваги його хвороби й похилий вік, як в'язницю було використано одну зі службових кімнат у будівлі інквізиційного трибуналу.
Попри все у вироку інквізиції були такі слова:
| Ліві лапки | Помітивши, що ти при відповідях не зовсім щиросердно зізнаєшся у своїх намірах, ми визнали за необхідне вдатися до суворого випробування. Оригінальний текст (лат.) Cum vero nobis videretur non esse a te integram veritatem pronunciatam circa tuam intentionem: judicavimus necesse esse venire ad rigorosum examen tui, in quo (absque praejudicio aliquo eorum, quae tu confessus es, et quae contra te deducta sunt supra, circa dictam tuam intentionem) respondisti Catholice. | Праві лапки |

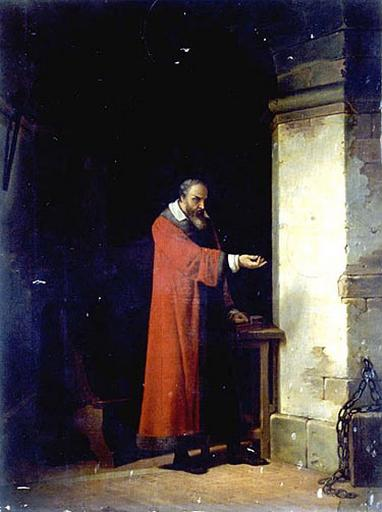
Галілей у в'язниці Лоран, Жан Антуан

Після «випробування» в листі з в'язниці 23 квітня Галілей обережно повідомляє, що не встає з ліжка, бо страждає від «жахливого болю в стегні». Частина біографів Галілея припускають, що катування справді було. Документально підтверджено лише погрози тортурами, що часто супроводжувалось імітацією самого катування. У будь-якому випадку, якщо тортури й були, то в помірних масштабах, оскільки вже 30 квітня вченого відпустили назад до тосканського посольства.
Три експерти інквізиції дійшли висновку, що книга порушує заборону на пропаганду «піфагорійської» доктрини. Було два головні питання: чи свідомо Галілей порушив едикт 1616 року, і чи кається він у скоєному? У підсумку вченого поставили перед вибором: або він покається й зречеться своїх «помилок», або його спіткає доля Джордано Бруно й багатьох інших, замучених інквізицією. 16 червня інквізиція провела пленарне засідання за участю Урбана VIII, де постановила:

Ознайомившись з усім перебігом справи і вислухавши свідчення, Його Святість визначив допитати Галілея під загрозою тортури і, якщо встоїть, то після попереднього зречення як дуже підозрюваного в єресі … засудити до ув'язнення на розсуд Святої Конгрегації. Йому наказано не розмірковувати більше (письмово чи усно) про рух Землі й про нерухомість Сонця … під страхом покарання як невиправного.

Останній допит Галілея відбувся 21 червня. Галілей підтвердив, що згоден висловити потрібне зречення. Його не відпустили до посольства й знову арештували. 22 червня було оголошено вирок: Галілей винен у поширенні книги з «хибним, єретичним ученням» про рух Землі, яке суперечить Святому письму:
Внаслідок розгляду твоєї провини й твого усвідомлення її, за все викладене й висловлене тобою: нібито Сонце є центром земної орбіти й не рухається від сходу на захід, Земля ж рухається і не є центром Всесвіту; на цьому Святому судилищі оголошуємо підозру в єресі, хибній і суперечливій Священному і Божественному Письму думці. Визнаємо тебе ослушником церковної влади, що заборонила тобі викладати, захищати та видавати за ймовірне вчення, яке визнано помилковим і противним Св. Письму … Щоб настільки тяжкий і шкідливий гріх твій і непослух не залишилися без уваги, і ти згодом не став би ще сміливішим, а, навпаки, щоб послужив прикладом і застереженням для інших, ми постановили книгу під заголовком «Діалог» Галілео Галілея заборонити, а тебе самого ув'язнити при Святому судилищі на невизначений термін.
Галілея засудили до тюремного ув'язнення на термін, який встановить Папа. Його оголосили не єретиком, а «дуже запідозреним у єресі»; таке формулювання було тяжким звинуваченням, проте рятувало від багаття. Після оголошення вироку Галілей на колінах вимовив запропоноване зречення. Копії вироку за особистим розпорядженням Папи Урбана було надіслано в усі університети католицької Європи.

## Останні роки і смерть
Папа не став довго тримати Галілея у в'язниці. Після винесення вироку Галілея поселили на одній з вілл Медічі, звідки його перевели до палацу його друга, архієпископа Пікколоміні у Сієні. Через п'ять місяців Галілею було дозволено вирушити на батьківщину, і він осів в Арче́трі, поруч із монастирем, де були його дочки. Тут він провів решту життя під домашнім арештом і постійним наглядом інквізиції.

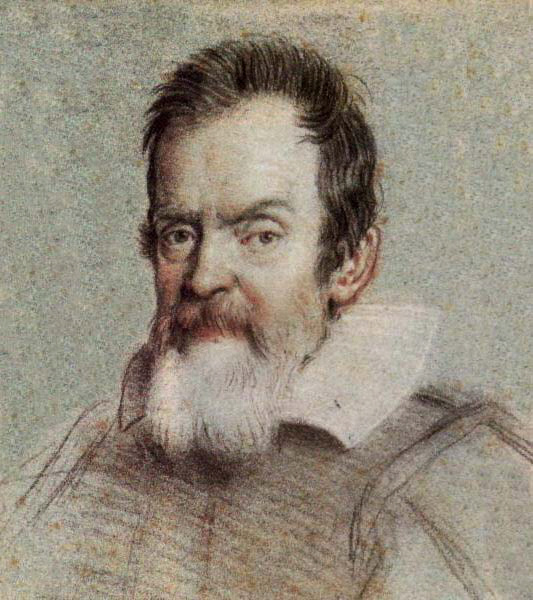
Портрет Галілео Галілея, виконаний Оттавіано Леоні.

Режим утримання Галілея не відрізнявся від тюремного, і йому постійно погрожували переведенням до в'язниці за найменше порушення режиму. Галілею не дозволялося відвідання міст, хоча тяжкохворий в'язень потребував постійного лікарського нагляду. У перші роки йому було заборонено приймати гостей під страхом переведення до в'язниці; згодом режим було дещо пом'якшено, і друзі змогли відвідувати Галілея — правда, не більше ніж по одному.
Інквізиція стежила за бранцем до кінця його життя; навіть у час смерті Галілея були присутні два її представники. Всі його друковані праці підлягали особливо ретельній цензурі. Щоправда, у протестантській Голландії видання «Діалогу» тривало (перша публікація: 1635 рік, у перекладі латиною).
1634 року померла старша 33-річна донька Вірджинія (у чернецтві Марія Челеста), улюблениця Галілея, яка віддано доглядала за хворим батьком і важко переживала його труднощі. Галілей пише, що нею володіють «безмежна печаль і меланхолія… постійно чую, як моя дорога донька кличе мене». Стан здоров'я Галілея гіршав, одначе він продовжував енергійно працювати в дозволених для нього галузях науки. Галілей пережив доньку Вірджинію на вісім років, втратив зір. Друга донька Лівія теж була черницею і завершила життя в монастирі. Єдиний онук, син Вінченцо, постригся в ченці та спалив усі рукописи діда як богопротивні. На ньому рід Галілеїв згас.
Останньою книгою Галілея стала «Бесіди і математичні докази двох нових наук», де викладено основи кінематики й опору матеріалів. Фактично, зміст книги став розгромом арістотелевої динаміки; натомість Галілей висунув свої принципи руху, перевірені на досвіді. Кидаючи виклик інквізиції, Галілей вивів у новій книзі тих же трьох персонажів, що і в забороненому раніше «Діалозі про дві найголовніші системи світу». У травні 1636 учений вів переговори про видання своєї праці в Голландії, а потім таємно переправив туди рукопис. У довірчому листі графу де Ноелю, якому він присвятив цю книгу, Галілей писав, що нова праця «знову ставить мене в ряди борців». «Бесіди…» видали в липні 1638 року, а в Арчетрі книга потрапила майже через рік — у червні 1639 року. Ця праця стала настільною книгою Гюйгенса й Ньютона, які завершили розпочату Галілеєм побудову основ механіки.
Галілей помер 8 січня 1642 року. Папа Урбан заборонив ховати його в родинному склепі. Поховали Галілео Галілея в Арчетрі, містечку де він жив останні роки, без пам'ятника. Лише 1737 року його рештки перепоховали в базиліці Санта-Кроче поряд із Мікеланджело.

## Винаходи

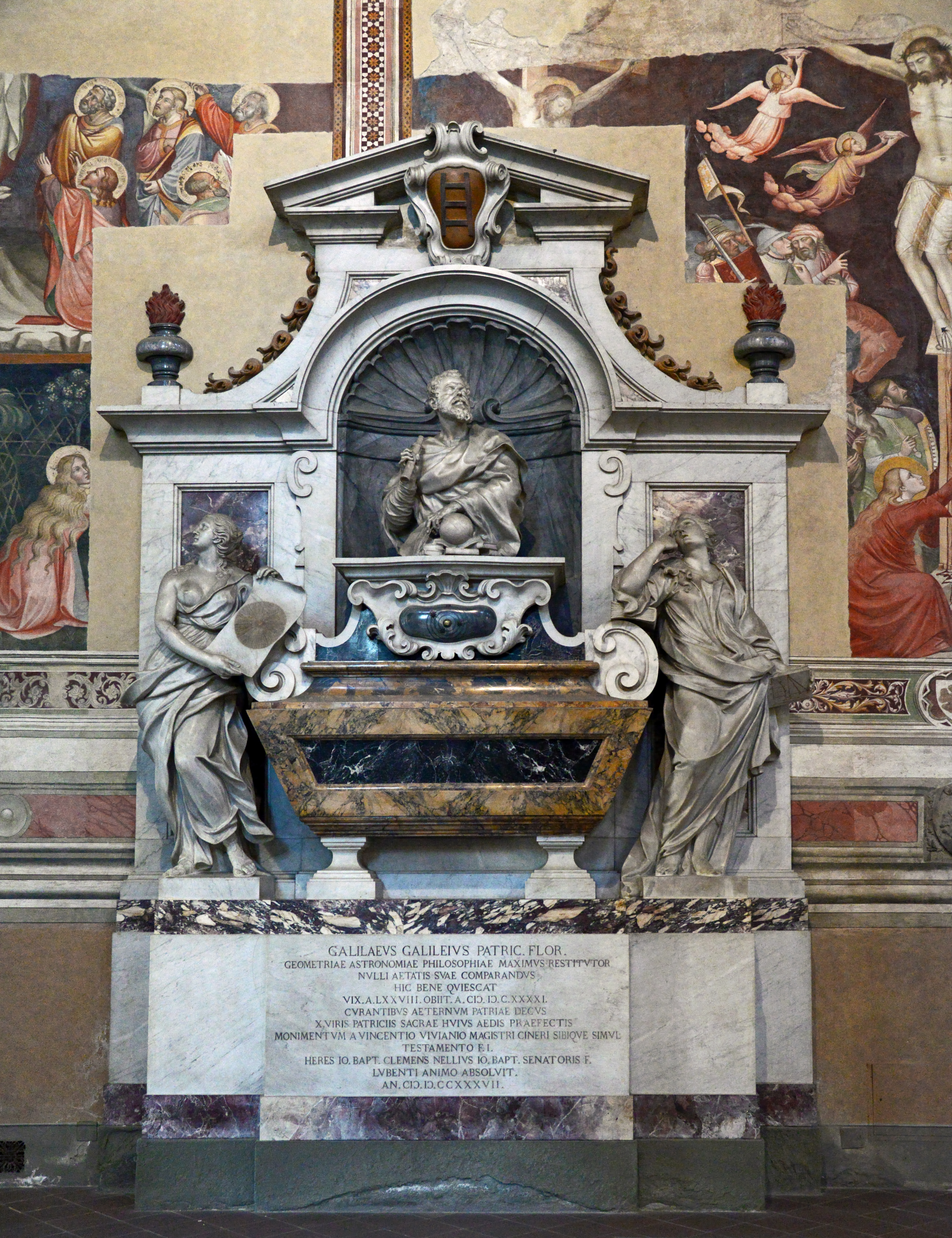
Гробниця Галілея в базиліці Санта Кроче у Флоренції

До винаходів, створених Галілео Галілеєм, зокрема, відносяться:
- Гідростатичні терези для швидкого визначення складу металевих сплавів (1586 рік).
- Термоскоп (термометр без шкали), що став прабатьком всіх термометрів (1592 рік). Згідно з деякими джерелами, Галілей мав дуже опосередкований стосунок до створення цього приладу, однак за іншими даними, авторство належить саме Галілею[76][77].
- Пропорційний циркуль — інструмент для зміни відрізків у деякому відношенні, а також для поділу відрізків на рівні частини (1606 рік).
- Мікроскоп поганої якості, за допомогою якого вчений вивчав комах (1612 рік)[78].
- «Челатон» (італ. celatone) — шолом із каркасом, на який кріпилися два невеликі телескопи, призначений для морських спостережень (1618 рік)[79].

Галілей займався також оптикою, акустикою, теорією кольору і магнетизму, гідростатикою, опором матеріалів, проблемами фортифікації. Провів експеримент із вимірювання швидкості світла, яку вважав скінченою (без успіху). Він першим дослідним шляхом виміряв густину повітря, яку Арістотель вважав рівною 1/10 густини води; експеримент Галілея дав значення 1/400, що набагато ближче до істинного значення (близько 1/770). Також Галілей сформулював закон незнищенності речовини.

## Відомі учні
Серед учнів Галілея були:
- Джованні Альфонсо Бореллі, який продовжив вивчення супутників Юпітера та одним із перших сформулював закон всесвітнього тяжіння[81], основоположник біомеханіки[82];
- Вінченцо Вівіані, перший біограф Галілея, талановитий фізик і математик[83];
- Бонавентура Кавальєрі, предтеча математичного аналізу[84];
- Бенедетто Кастеллі, творець гідрометрії[85];
- Еванджеліста Торрічеллі, видатний фізик і винахідник[86].

## Погляди
В основі світогляду Галілея лежить визнання ним об'єктивного існування світу, нескінченного та вічного; при цьому Галілей припускав божественну першопричину. За Галілеєм, у природі ніщо не знищується і не породжується, відбувається лише зміна взаємного розташування тіл або їхніх частин. Матерія складається з неподільних атомів, її рух — універсальне механічне пересування. Небесні світила подібні до Землі й підпорядковуються єдиним законам механіки. Усі процеси в природі зумовлені суворою механічною причинністю. Звідси справжня мета науки — відшукати причини явищ. Вихідний пункт пізнання природи, за Галілеєм, — спостереження, а основа науки — досвід. Галілей стверджував, що завдання вчених — не добувати істину зіставленням текстів визнаних авторитетів і шляхом абстрактних, відсторонених міркувань, а «…вивчати велику книгу природи, що і є справжнім предметом філософії».
Розвиваючи в гносеології ідею безмежності «екстенсивного» пізнання природи, Галілей припускав і можливість досягнення абсолютної істини, тобто «інтенсивного» пізнання. У вивченні природи Галілей виділяв два головні методи пізнання. Суть першого полягала в тому, що поняття досвіду, на відміну від своїх попередників, Галілей не зводив до простого спостереження, а віддавав перевагу планомірно поставленому експерименту, за допомогою якого дослідник немов ставить природі запитання й шукає на них відповіді. Метод цей Галілей назвав резолютивним, він є, власне, методом аналізу, розчленовування природи, тобто аналітичним. Іншим найважливішим методом пізнання Галілей визнавав композитивний, тобто синтетичний. Він за допомогою низки дедуктивних суджень перевіряє істинність висунутих під час аналізу гіпотетичних припущень. При цьому Галілей вважав, що хоча досвід і є вихідним пунктом пізнання, але сам собою він не дає ще достовірного знання. Останнє досягається планомірним реальним або уявним експериментуванням, що спирається на суворий кількісно-математичний опис.
Твори Галілея з літератури поклали початок італійській науковій прозі. З художніх творів Галілея відомий начерк однієї комедії та сатиричний «Вірш у терцинах».
У своєму листі від грудня 1613 року математику із Пізанського університету Бенедето Кастеллі Галілей стверджує, що науковий дослід має бути вільним від теологічного доктринального обґрунтування.
1971 року католицька церква скасувала рішення про осуд Галілея.

## Основні твори
Основні письмові роботи Галілея такі:
- 1586 — «Маленька рівновага» (італ. La Bilancetta)
- 1590 — «Про рух» (лат. De Motu Antiquiora)[91]
- 1600 — «Механіка» (італ. Le Meccaniche)
- 1606 — «Дії геометричного та військового компаса» (італ. Le operazioni del compasso geometrico et militare)
- 1610 — «Зоряний вісник» (лат. Sidereus Nuncius)
- 1612 — «Міркування про плаваючі тіла» (італ. Discorso intorno alle cose che stanno in su l'acqua, o che in quella si muovono, «Міркування про тіла, які перебувають на поверхні води або рухаються в ній»)
- 1613 — «Про сонячні плями» (італ. Istoria e dimostrazioni intorno alle macchie solari)
- 1613 — Лист до Кастеллі
- 1615 — Лист до великої княгині Христини (опублікований у 1636)
- 1616 — «Міркування про припливи і відливи» (італ. Discorso del flusso e reflusso del mare)
- 1619 — «Міркування про комети» (італ. Discorso delle Comete)
- 1623 — «Оцінювач» (італ. Il Saggiatore)
- 1632 — «Діалог про дві системи світу» (італ. Dialogo sopra i due massimi sistemi del mondo)
- 1638 — «Дискусії та математичні демонстрації, що стосуються двох нових наук» (італ. Discorsi e Dimostrazioni Matematiche, intorno a due nuove scienze)

## Оцінки особистості
Лагранж так оцінив внесок Галілея в теоретичну фізику:
Потрібна була виняткова сила духу, щоб витягти закони природи з конкретних явищ, які завжди були у всіх перед очима, але пояснення яких, проте, вислизало від допитливого погляду філософів.
Ейнштейн назвав Галілея «батьком сучасної науки» і дав йому таку характеристику:
Перед нами постає людина неабиякої волі, розуму і мужності, здатна як представник раціонального мислення вистояти проти тих, хто, спираючись на невігластво народу і неробство вчителів у церковних шатах і університетських мантіях, намагається зміцнити і захистити своє становище. Надзвичайне літературне обдарування дає йому змогу звертатися до освічених людей свого часу такою ясною і виразною мовою, що йому вдається подолати антропоцентричне і міфічне мислення своїх сучасників і знову повернути їм об'єктивне і причинне сприйняття космосу, втрачене із занепадом грецької культури.
Видатний фізик Стівен Гокінг, який народився в день 300-річної річниці смерті Галілея, писав:
Галілей, мабуть, більше, ніж будь-хто інший з окремих людей, відповідальний за народження сучасної науки. Знаменита суперечка з Католицькою Церквою посідала центральне місце у філософії Галілея, бо він одним із перших оголосив, що в людини є надія зрозуміти, як влаштований світ, і, понад те, що цього можна домогтися, спостерігаючи наш реальний світ.

Залишаючись відданим католиком, Галілей не похитнувся у своїй вірі в незалежність науки. За чотири роки до смерті, у 1642 р., перебуваючи все ще під домашнім арештом, він таємно переправив у голландське видавництво рукопис своєї другої великої книги «Дві нові науки». Саме ця робота, більшою мірою, ніж його підтримка Коперника, дала народження сучасній науці.

## Вшанування пам'яті

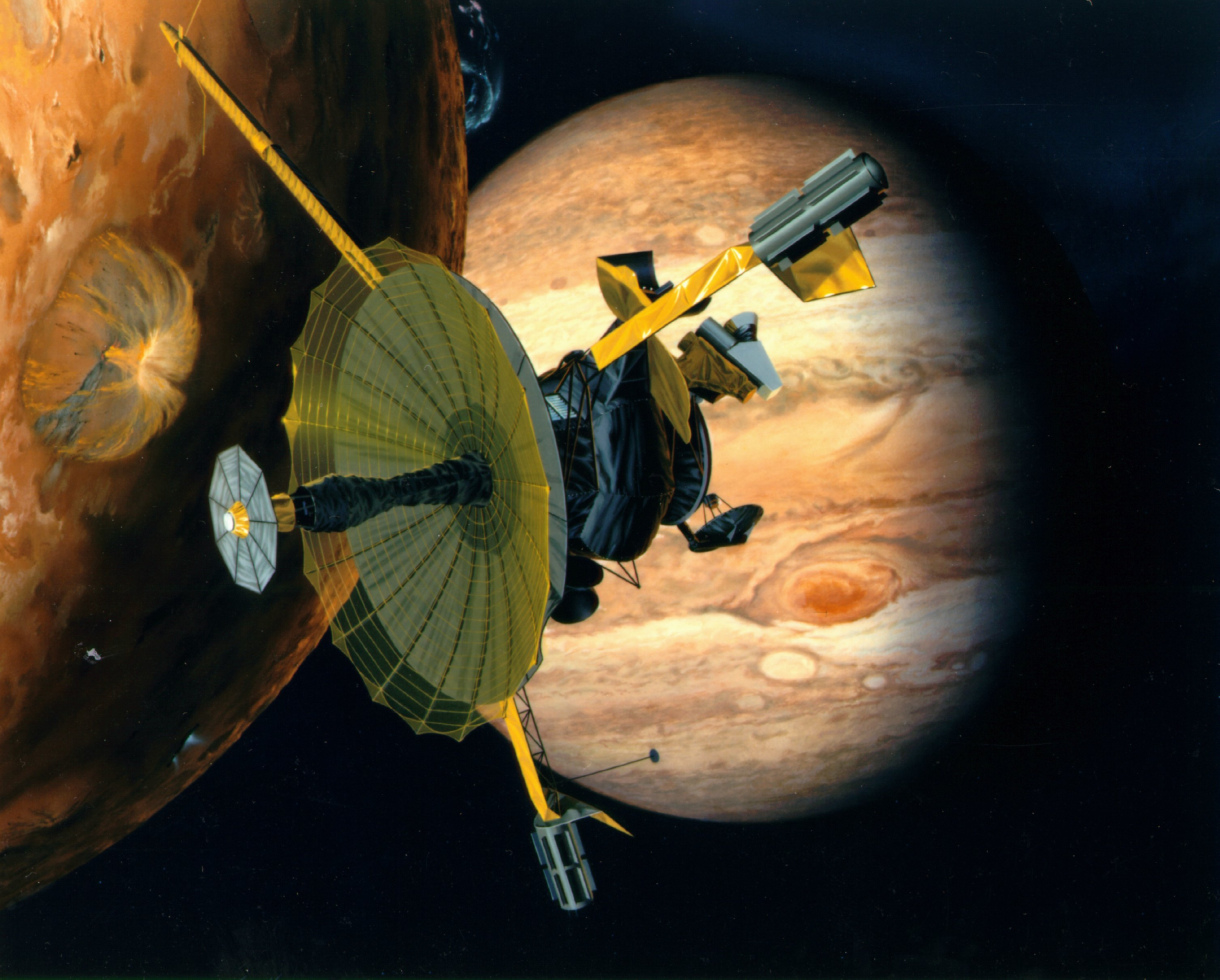
Зонд «Галілео» досліджує Іо, супутник Юпітера (художнє уявлення автора).

В ознаменування 400-річчя перших спостережень Галілея Генеральна Асамблея ООН оголосила 2009 рік «роком астрономії».
На честь Галілея названо:
- Відкриті ним галілеєві супутники Юпітера.
- Ударний кратер на Місяці (-63°, +10°)[96].
- Кратер на Марсі[97]
- Астероїд Галілея (697).
- Принцип відносності та перетворення координат Галілея у класичній механіці.
- Космічний зонд НАСА Галілео (1989—2003).
- Європейську систему супутникової навігації Галілео.
- Одиниця прискорення «Гал» (Gal) у системі СГС, що дорівнює 1 см/с².
- Російська наукова розважально-пізнавальна телепрограма Galileo
- Аеропорт у Пізі.

### У літературі і мистецтві
Галілей кілька разів згадується в «оперній» частині пісні гурту Queen Bohemian Rhapsody. Він займає чільне місце у пісні «Galileo» у виконанні гурту Indigo Girls та «Galileo» Емі Грант на її альбомі Heart in Motion. 2004 року симфонік-метал-гурт Haggard випустив концептуальний альбом Eppur Si Muove про присвячений історії життя Галілея, його роботам і непростим стосункам із церквою.
У двадцятому столітті були написані п'єси про життя Галілея, в тому числі «Життя Галілея» (1943) німецького драматурга Бертольда Брехта, з екранізацією (1975), і «Лампа опівночі» (1947) Баррі Стейвіса, а також п'єса 2008 року «Галілео Галілей». 2002 року відбулась прем'єра опери «Галілей» композитора Філіпа Гласса.
Кім Стенлі Робінсон написав науково-фантастичний роман «Сон Галілея» (2009), в якому Галілей потрапляє в майбутнє, щоб допомогти вирішити кризу наукової філософії; історія рухається вперед і назад між власним часом Галілея і гіпотетичним далеким майбутнім і містить велику кількість біографічної інформації.

### На монетах і поштових марках
У 2005 році Республіка Сан-Марино випустила пам'ятну монету номіналом 2 євро на честь Всесвітнього року фізики.

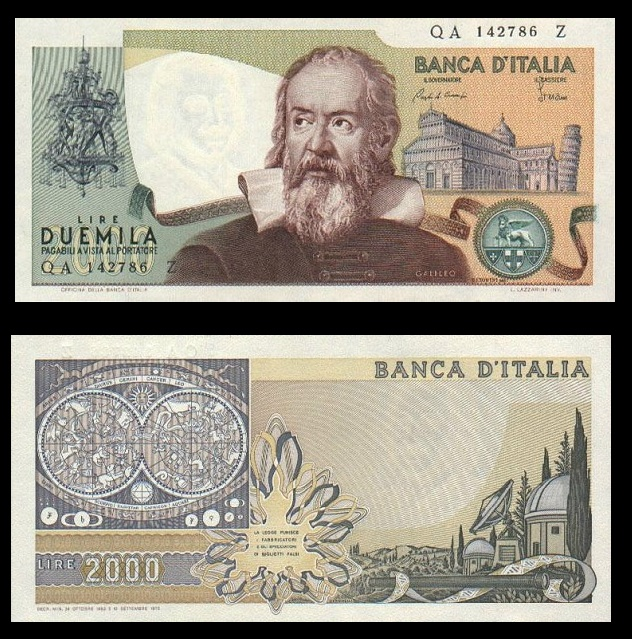
Італія, банкнота 2000 лір, 1973 рік
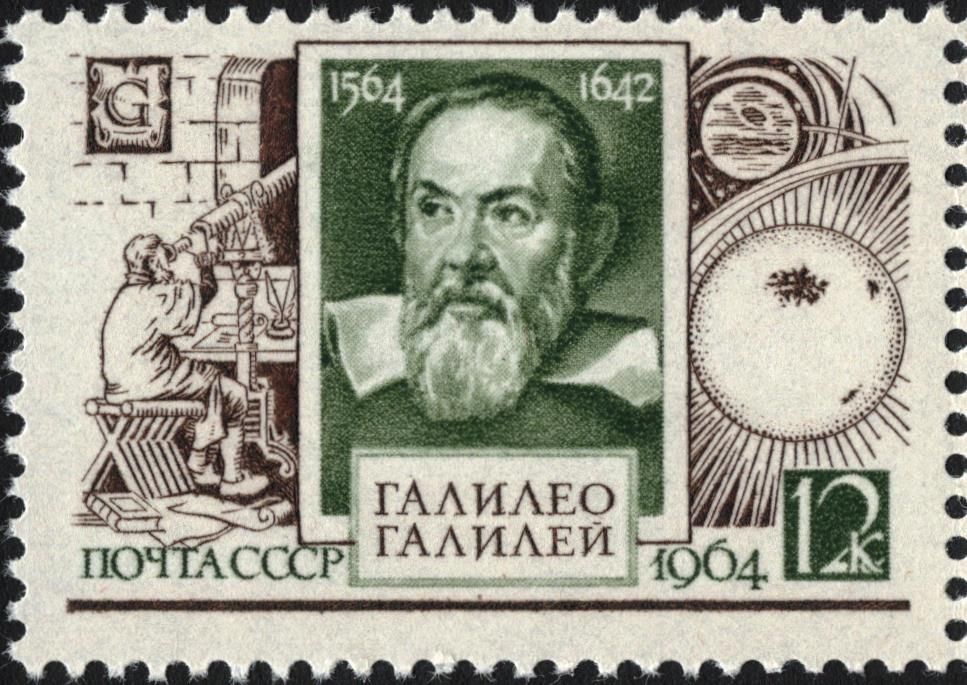
СССР, 1964 рік
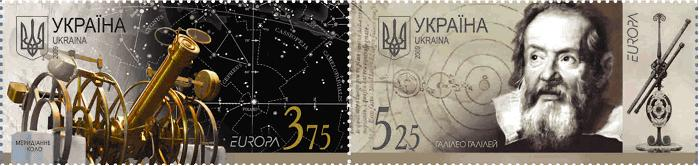
Україна, 2009 рік
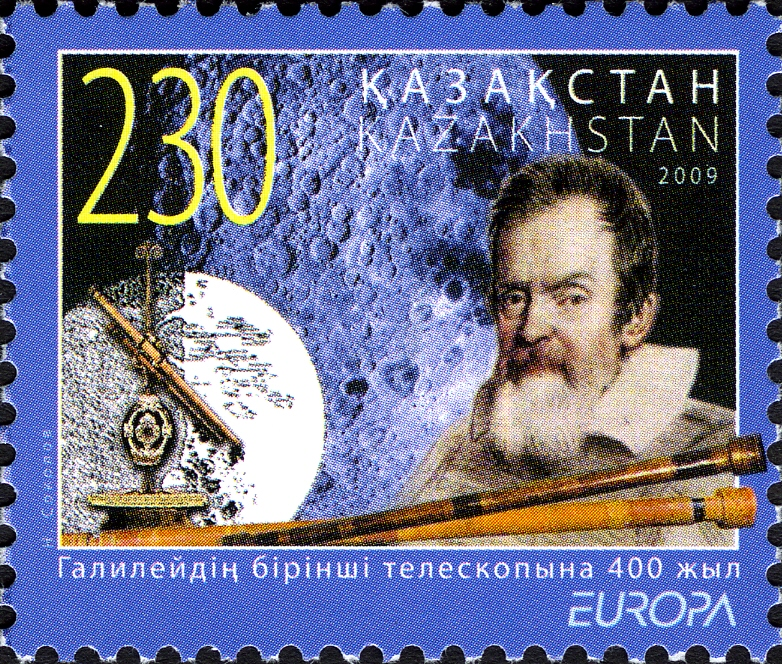
Казахстан, 2009 рік